# George Neville (archevêque)
Pour les articles homonymes, voir George Neville et Neville.
George Neville, né vers 1432 et mort le 8 juin 1476, est un ecclésiastique, qui est à deux reprises chancelier de la Couronne d'Angleterre.

## Biographie

### Origines
Membre de la famille Neville, il est le troisième fils du comte de Salisbury Richard Neville et de son épouse Alice Montagu. La puissance de sa famille lui permet de s'élever rapidement dans la hiérarchie de l'Église : il devient évêque d'Exeter en 1458, puis archevêque d'York en 1465.

### Au gouvernement d’Édouard IV
Il joue également un rôle sur la scène politique d'un royaume d'Angleterre déchiré par la guerre des Deux-Roses. Présent aux côtés de son frère aîné, le comte de Warwick, sur le champ de bataille de Northampton le 10 juillet 1460, il est nommé Lord Chancelier après la victoire. Il participe à des missions diplomatiques en France en 1463 et en Écosse en 1464. Il est élu archevêque d'York en mars 1465.

### Rébellions contre Édouard IV
En 1467, le roi Édouard IV, brouillé avec Warwick, renvoie George Neville du gouvernement. Le 29 juillet 1469, Édouard, battu à la bataille d'Edgecote Moor par Warwick, est capturé par l'archevêque et livré à Warwick, qui l'emprisonne au château de Middleham avant d'être forcé de le libérer en septembre face à l'hostilité des autres grands nobles du royaume.
Après plusieurs tentatives de réconciliation, Warwick rétablit le 3 octobre 1470 sur le trône Henri VI, rival d'Édouard IV, et l'archevêque d'York retrouve son poste à la chancellerie. Cette restauration est cependant éphémère, et le 14 mars 1471, Édouard débarque à Ravenspurn pour reprendre son trône. 
Poursuivi par Warwick et ses alliés, Édouard se dirige sur Londres. Afin de l'empêcher de pénétrer dans la capitale, l'archevêque fait parader le 10 avril Henri VI, atteint de démence, dans les rues de Londres pour susciter un sursaut populaire face à Édouard. Mais l'archevêque a rapidement conscience qu'il ne peut empêcher Édouard, préféré par les Londoniens, de rentrer dans Londres. Il entame des négociations avec Édouard, qui entre sans combat dans Londres le 11 avril. Henri VI reçoit son rival et se place de lui-même sous sa garde, affirmant que sa « vie n'est pas en danger entre ses mains ». Henri et l'archevêque sont emprisonnés à la Tour de Londres. Warwick est tué par Édouard à la bataille de Barnet le 14 avril et George Neville est peu après pardonné.

### Complots et dernières années
Il continue pourtant à comploter contre le roi, et en avril 1472, Édouard le fait arrêter et emprisonner à Hammes, non loin de Calais. Libéré en novembre 1474, il rentre en Angleterre et y meurt le 8 juin 1476.